# Liste der Baudenkmäler in Wildenberg
Auf dieser Seite sind die Baudenkmäler in der niederbayerischen Gemeinde Wildenberg zusammengestellt. Diese Tabelle ist eine Teilliste der Liste der Baudenkmäler in Bayern. Grundlage ist die Bayerische Denkmalliste, die auf Basis des Bayerischen Denkmalschutzgesetzes vom 1. Oktober 1973 erstmals erstellt wurde und seither durch das Bayerische Landesamt für Denkmalpflege geführt wird. Die folgenden Angaben ersetzen nicht die rechtsverbindliche Auskunft der Denkmalschutzbehörde.

## Baudenkmäler nach Ortsteilen

### Wildenberg
| Lage                              | Objekt                    | Beschreibung | Akten-Nr.    | Bild                      |
| --------------------------------- | ------------------------- | --- | ------------ | ------------------------- |
| Raiffeisenstraße 6 (Standort)     | Großes Wirtschaftsgebäude | Mit vier Einfahrten, erste Hälfte 19. Jahrhundert | D-2-73-181-3 | Großes Wirtschaftsgebäude |
| Rohrer Straße 27 (Standort)       | Schloss Wildenberg        | Unregelmäßiger ringförmiger Bau in Höhenlage, 1272, später mehrfach umgebaut, im Süden und Osten Teile des mittelalterlichen Mauerrings und der spätmittelalterlichen Zwingeranlage Katholische Schlosskapelle St. Georg und St. Katharina, 1766; mit Ausstattung Denkmal für Freiherrn von Kesling im Schlosshof, 1844 | D-2-73-181-2 | weitere Bilder            |
| Rottenburger Straße 27 (Standort) | Großer Brauereigasthof    | Satteldachbau mit Gewölbeanlage, im Kern 18. Jahrhundert, Erweiterung zweite Hälfte 19. Jahrhundert Ehemalige Brauerei mit Walmdach, wohl noch 18. Jahrhundert | D-2-73-181-4 | Großer Brauereigasthof    |

### Eschenhart
| Lage                    | Objekt                      | Beschreibung                                                  | Akten-Nr.    | Bild           |
| ----------------------- | --------------------------- | ------------------------------------------------------------- | ------------ | -------------- |
| Eschenhart 3 (Standort) | Filialkirche St. Laurentius | Spätgotisch, im 18. Jahrhundert barockisiert; mit Ausstattung | D-2-73-181-5 | weitere Bilder |

### Irlach
| Lage        | Objekt  | Beschreibung | Akten-Nr.     | Bild |
| ----------- | ------- | --- | ------------- | ---- |
| Irlach 9 () | Kapelle | Satteldachbau, dreiseitig geschlossen, mit Spitzbogenöffnungen, Ziegelmauerwerk, bezeichnet mit "1896"; mit Ausstattung | D-2-73-181-16 |      |

### Pürkwang
| Lage                              | Objekt                                              | Beschreibung | Akten-Nr.     | Bild                            |
| --------------------------------- | --------------------------------------------------- | --- | ------------- | ------------------------------- |
| Am Kirchberg (Standort)           | Kreuzweg                                            | Kleine Gusseisenreliefs, nach Mitte 19. Jahrhundert                                                                | D-2-73-181-7  | Kreuzweg                        |
| Am Kirchberg ()                   | Kriegerkapelle für die Gefallenen beider Weltkriege | polygonaler Zentralbau mit Zeltdach, offene Pfeilervorhalle nach Nordwesten, 1952                                  | D-2-73-181-17 |                                 |
| Am Kirchberg 9 (Standort)         | Katholische Pfarrkirche St. Andreas                 | Backsteinbau mit stattlichem Turm, 1462, Umbau im 18. Jahrhundert; mit Ausstattung, Seelenkapelle, 19. Jahrhundert | D-2-73-181-6  | weitere Bilder                  |
| Schweinbacher Straße 2 (Standort) | Bauernhaus                                          | Zweigeschossiger Satteldachbau mit Putzgliederungen, zweite Hälfte 19. Jahrhundert                                 | D-2-73-181-8  | Bauernhaus                      |
| Siegenburger Straße 26 (Standort) | Pfarrhof                                            | Zweiflügelanlage mit Walmdächern, 1634                                                                             | D-2-73-181-10 | Pfarrhof                        |
| Tollbacher Straße (Standort)      | Straßenkapelle (Prasterkapelle)                     | Neugotisch, Ende 19. Jahrhundert; mit Ausstattung                                                                  | D-2-73-181-11 | Straßenkapelle (Prasterkapelle) |

### Schweinbach
| Lage                      | Objekt      | Beschreibung                                                                                               | Akten-Nr.     | Bild        |
| ------------------------- | ----------- | --- | ------------- | ----------- |
| Schweinbach 13 (Standort) | Dorfkapelle | Mit Säulenvorhalle, neuromanisch, 1840; mit Ausstattung; die Kapelle wurde 1934 um das Doppelte vergrößert | D-2-73-181-12 | Dorfkapelle |

### Willersdorf
| Lage                      | Objekt                    | Beschreibung                                  | Akten-Nr.     | Bild                      |
| ------------------------- | ------------------------- | --------------------------------------------- | ------------- | ------------------------- |
| Willersdorf 17 (Standort) | Filialkirche Heilig-Kreuz | Erste Hälfte 18. Jahrhundert; mit Ausstattung | D-2-73-181-13 | Filialkirche Heilig-Kreuz |
| Willersdorf 18 (Standort) | Bauernhaus                | Erdgeschossig, mit Greddach, 18. Jahrhundert  | D-2-73-181-15 | Bauernhaus                |

## Ehemalige Baudenkmäler
In diesem Abschnitt sind Objekte aufgeführt, die früher einmal in der Denkmalliste eingetragen waren, jetzt aber nicht mehr. Objekte, die in anderem Zusammenhang – also z. B. als Teil eines Baudenkmals – weiter eingetragen sind, sollen hier nicht aufgeführt werden. Aktennummern in diesem Abschnitt sind ehemalige, jetzt nicht mehr gültige Aktennummern.

| Lage                                 | Objekt     | Beschreibung                                              | Akten-Nr.     | Bild |
| ------------------------------------ | ---------- | --------------------------------------------------------- | ------------- | ---- |
| Willersdorf Willersdorf 2 (Standort) | Bauernhaus | Erdgeschossig, mit Greddach, erste Hälfte 19. Jahrhundert | D-2-73-181-14 | BW   |

## Abgegangene Baudenkmäler
In diesem Abschnitt sind Objekte aufgeführt, die früher einmal in der Denkmalliste eingetragen waren, jetzt aber nicht mehr existieren, z. B. weil sie abgebrochen wurden. Aktennummern in diesem Abschnitt sind ehemalige, jetzt nicht mehr gültige Aktennummern.

| Lage                                  | Objekt     | Beschreibung                                                                          | Akten-Nr.    | Bild |
| ------------------------------------- | ---------- | ------------------------------------------------------------------------------------- | ------------ | ---- |
| Wildenberg Rohrer Straße 4 (Standort) | Bauernhaus | Erdgeschossig, mit Greddach, Traufseite in Ständerriegelbauweise, 17./18. Jahrhundert | D-2-73-181-1 | BW   |